# Tadeusz Konwicki
Tadeusz Konwicki, född 22 juni 1926 i Nowa Wilejka utanför Vilnius, Republiken Litauen, död 7 januari 2015 i Warszawa, Polen,  var en polsk författare och filmregissör.
Under andra världskriget, vid knappa 18 års ålder, gick Konwicki med i den hemliga polska motståndsarmén, i vilken han kämpade till krigsslutet. Efter kriget studerade han polsk språkhistoria vid Universitetet i Warszawa. Han fick sina första litterära verk utgivna i tidskrifter som Odrodzenie och Nowa Kultura i början på 1950-talet.
I början av sin karriär skrev Konwicki socialrealistiska romaner som Przy budowie ("På bygget", 1950), men han gick senare över till att i metaforisk, modern stil beskriva efterkrigstidens Polen i böcker som Rojsty (1956), Z oblężonego miasta ("Från en belägrad stad", 1956), Wniebowstąpienie (1967), Zwierzoczlekoupiór (1969) och Mała Apokalipsa (1979).
Konwicki har också haft framgångar inom filmen, särskilt med filmen Sommarens sista dag (1958), som han med Jan Laskowski skrev, regisserade och fotograferade.